# Krasznahídvég község
Krasznahídvég község (románul: Comuna Măeriște) község Szilágy megyében, Romániában. Központja Krasznahídvég, beosztott falvai Doh, Kerestelek, Maladé, Somlyógyőrtelek, Somlyóújlak.

## Népessége
A 2011-es népszámlálás adatai alapján a község népessége 3081 fő volt.